# Siris tjärne
Siris tjärne är en sjö i Filipstads kommun i Värmland och ingår i Göta älvs huvudavrinningsområde.